# Emma Calvé

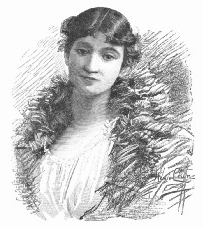
Nome do ficheiro:Emma Calvé 03.jpg
Descrição:French opera singer Emma Calvé (1858-1942)
Licença:Public domain
Data:cerca de 1896date QS:P,+1896-00-00T00:00:00Z/9,P1480,Q5727902
Autor:A. Brauer
Categorias:Artistes lyriques et dramatiques dans l'Album Mariani, Emma Calvé

Emma Calvé, nascida Rosa Emma Calvet (15 de agosto de 1858 - 6 de janeiro de 1942), foi uma soprano da ópera francesa.
Calvé foi provavelmente a mais famosa cantora de ópera francesa da Belle Époque. Sua carreira foi internacional, cantando regularmente no Metropolitan Opera House, em Nova York, e na Royal Opera House, em Londres.